# Donja Petrička
Donja Petrička is een plaats in de gemeente Ivanska in de Kroatische provincie Bjelovar-Bilogora. De plaats telt 227 inwoners (2001).